# Ganges
Ganges, tudi Ganga (v Bangladešu Padma) je azijska reka, ki teče po severni Indiji in Bangladešu. 2525 km dolga reka izvira v zahodni Himalaji v indijski državi Utarakhand. Reka je med hindujci čaščena kot boginja. Pogosto jo imenujejo »sveta Ganga«.
Celotna reka je dolga približno 2525 km. Skupaj z reko Jamuna sestavlja obsežno rodovitno območje imenovano Severnoindijsko nižavje, ki je hkrati tudi eno najbolj naseljenih na svetu (vsak dvanajsti človek na Zemlji živi na tem področju, tj. 8,5 % svetovnega prebivalstva). Ganges je rešilna bilka za milijone ljudi, ki živijo v njenem porečju in so od nje odvisni za svoje vsakodnevne potrebe.  Zgodovinsko je bil pomemben s številnimi nekdanjimi prestolnicami provinc ali imperijev.
Hindujci reko častijo kot boginjo Ganga in verujejo, da kopanje v reki ob posebnih priložnostih povzroči odpustitev grehov in jim pripomore pri »odrešitvi«.
Gangesu grozi hudo onesnaženje. To predstavlja nevarnost ne samo za ljudi, ampak tudi za živali. Raven fekalnih koliformnih bakterij iz človeških iztrebkov v reki blizu Varanasija več kot stokrat presega uradno omejitev indijske vlade. Akcijski načrt Ganga, okoljska pobuda za čiščenje reke, velja za neuspeh, kar se različno pripisuje korupciji, pomanjkanju volje v vladi, slabemu tehničnemu znanju slabo okoljsko načrtovanje in pomanjkanje podpore verskih oblasti.

## Potek
Ganges in njeni pritoki odmakajo območje med glavno linijo himalajskih vrhov in severnimi obronki visokogorske Dekanske planote oziroma gorskima verigama Vindhya in Aravali. V Gangesovi ravnici vse reke tečejo na jugovzhod in se zlivajo kot zmerno meandrirane, vrinjene v peščene sipine glavnega toka. Z vstopom Gangesa v delto se ta razveji v več krakov, ki tečejo južno do Bengalskega zaliva, medtem ko teče glavni tok reke Ganges, ki se od vstopa v Bangladešu imenuje Padma, v kombinaciji z veliko večjo reko Brahmaputra, tukaj imenovano Džamuna. Kombiniran tok je med najmogočnejšimi rekami v Aziji, kot Spodnja Meghna tudi teče v Bengalski zaliv.

### Povirje in zgornji tok v Himalaji
Še znotraj Himalaje se združita dve povirji, daljše Bhagirathi in večje Alaknanda, v Ganges. Ta estuarij pri Devprajagu v regiji Garhval, v indijski državi Utarakhand, je najnižje od petih svetih ustij (Panč Prajag), kot romarskih krajev Alaknanda vzdolž reke. Izvir Bhagirathi, iz ledenika Gaumukh ("Kuhmaul") z romarsko vasico Gangotri, v hindujski kulturi in mitologiji velja za dejanski izvir Gangesa, čeprav je Alaknanda daljši in je zato hidrološko izvorni tok. Povirje Alakanande nastane zaradi taljenja snega z vrhov, kot so Nanda Devi, Trisul in Kamet. Bhagirathi teče iz enega od največjih ledenikov v Himalaji, ledenika Gangotri pri Gomukhu, na nadmorski višini 4356 m in se mitološko imenuje, da prebiva v zapletenih laseh Šive; simbolično Tapovan, ki je travnik eterične lepote ob vznožju gore Šivling, le 5 km stran.
Čeprav veliko majhnih potokov obsega izvire Gangesa, šest najdaljših in njihovih pet sotočij velja za svete. Šest glavnih tokov je Alaknanda, Dhauliganga, Nandakini, Pindar, Mandakini in Bhagirathi. Njihova sotočja, znana kot Panč Prajag, so vzdolž Alaknande. V spodnjem toku so Višnuprajag, kjer se Dhauliganga združi z Alaknando; Nandprajag, kjer se Nandakini združi; Karnaprajag, kjer se združi Pindar; Rudraprajag, kjer se združi Mandakini; in končno, Devprajag, kjer se Bhagirathi združi z Alaknando in tvori Ganges.
Potem ko Ganges teče 256,90 km skozi svojo ozko himalajsko dolino, reka izstopa iz gora pri Rišikešu, nato pa se izliva v Gangeško nižavje pri romarskem mestu Haridvar. V Haridvarju se glavni del vode preusmeri v veliki Gangesov prekop (od leta 1856), iz katerega se krmili več kot 6000 kilometrov dolg sistem namakalnih kanalov, ki namakajo regijo Doab v Utar Pradešu, pokrajino dveh rek med jugozahodnim koncem Gangesa in njegovem pomembnem pritoku Jamuna, ki teče okoli 100 kilometrov na jugozahod vzporedno. Reka, katere tok je bil do te točke približno jugozahodno, zdaj začne teči proti jugovzhodu skozi nižavje severne Indije.

### Severnoindijsko nižavje
Reka Ganges sledi 900 km dolgi vijugasti poti skozi mesta Kanaudž, Farukhabad in Kanpur, pomembno industrijsko mesto v zgornjem toku Gangesa. Na poti se ji pridruži Ramganga, ki v reko prispeva povprečni letni pretok okoli 495 m³/s. Ganges se združi s 1444 km dolgo reko Jamuna pri Triveni Sangamu - "trojno ustje" imenovan (Sangama (sanskrt): "ustje") - pri Prajagraju (prej Alahabad), sotočju, ki velja za sveto v hinduizmu, saj naj bi celo mitična reka Sarasvati vodila iz podzemlja. Ob sotočju je Jamuna večja od Gangesa in prispeva približno 58,5 % skupnega toka  s povprečnim pretokom 2948 m³/s.
Reka, ki zdaj teče proti vzhodu, se sreča s 400 km dolgo reko Tamsa (imenovano tudi Tons), ki teče severno od pogorja Kaimur in prispeva povprečni pretok okoli 187 m³/s. Za Tamso se pridruži 625 km dolga reka Gomti, ki teče proti jugu od Himalaje. Gomti prispeva povprečni letni pretok okoli 234 m³/s. V nadaljevanju Ganges prečka Varanasi, mesto z največjim verskim pomenom na Gangesu. Nato se pridruži 1156 km dolga reka Ghaghara (reka Karnali), ki prav tako teče južno od Himalaje v Tibetu skozi Nepal. Ghaghara (Karnali) je s povprečnim letnim pretokom okoli 2991 m³/s največji pritok Gangesa po pretoku. Po sotočju Ghaghare se Gangesu z juga pridruži 784 km dolga reka Son, ki prispeva okoli 1008 m³/s. Pri Patni, največjem mestu na bregovih reke se Gangesu z leve pridruži 814 km dolga reka Gandaki, nato 729 km dolga reka Kosi in prispevata približno 1654 m³/s oziroma 2166 m3/s. Kosi je tretji največji pritok Gangesa po pretoku, za Ghagharo (Karnali) in Jamuna. Kosi se zliva v Ganges blizu Kursele v Biharju.

### Delta Gangesa
Na poti med Prajagrajem in Maldo v Zahodni Bengaliji teče reka Ganges mimo večjih mest Begusarai, Sultanganj in Bhagalpur. Pri Bhagalpurju reka začne teči proti jugu-jugovzhodu in se pri Faraki začne izločati z odcepom svojega prvega odtoka, 408 km dolgega Bhāgirathi-Hooghlyja, ki se nato spremeni v reko Hooghly. Tik pred mejo z Bangladešem jez Faraka nadzoruje tok Gangesa in preusmerja nekaj vode v napajalni kanal, povezan s Hooghlyjem, da bi se ohranil razmeroma brez mulja. Reka Hooghly nastane ob sotočju reke Bhagirathi in reke Ajay pri Katvi, Hooghly pa ima številne lastne pritoke. Največja je reka Damodar, ki je dolga 625 km, s povodjem 25.820 km². Reka Hooghly se izliva v Bengalski zaliv blizu otoka Sagar. Med Maldo in Bengalskim zalivom teče reka Hooghly mimo mest Muršidabad, Nabadvip, Kalkuta in Hovrah.
Po vstopu v Bangladeš je glavni krak reke Ganges znan kot Padma. Padmi se pridruži reka Džamuna, največji pritok Brahmaputre. Nizvodno se Padma združi z reko Meghna, združitvijo toka rečnega sistema Surma-Meghna, ki prevzame ime Meghna, ko vstopi v estuarij Meghna, ki se izliva v Bengalski zaliv. Tu tvori 1430 x 3000 km veliko bengalsko pahljačo, največjo podmorsko pahljačo na svetu, ki sama predstavlja 10–20 % svetovnega zakopa organskega ogljika.
Delta Gangesa, ki jo tvorijo predvsem veliki, s sedimenti polni tokovi rek Ganges in Brahmaputra, je največja delta na svetu s približno 64.000 km². Razteza se 400 km vzdolž Bengalskega zaliva.
Samo reki Amazonka in Kongo imata večji povprečni pretok kot skupni tok Gangesa, Brahmaputre in rečnega sistema Surma-Meghna. V polni poplavi je večja le Amazonka.

## Rečni sistem
Ime Ganges se nanaša v ožjem pomenu na glavnino velikega zbirnega območja mnogih voda v osrednjem delu Severnoindijskega nižavja. Velja pa tudi za rečni sistem kot celoto, za katerega so značilne nenavadno velike in hitre spremembe vodotokov, kar pomeni, da v mnogih primerih zgodovinsko znana rečna imena ne ustrezajo več glavnim današnjim tokovom.

## Hidrografija
Hidrologija upošteva, da je Ganges največji pritok nekaterih glavnih dolvodnih rek pod imeni Brahmaputra, Džamuna, Padma in Spodnja Meghna. Ob izlivu vode reke Ganges (tu že kot Padma) je pretok okoli 12.000 m³ / s vode  in pred odtokom kanala Bhagirathi na jez Farakka približno 13.000 m³ / s .. Pretok Brahmaputre (Džamuna) je približno 20.100 m³ / s . Nadaljnji pretok nad Alahabadom, ni Ganges, ampak ustje pritoka Jamuna, hidrološko glavna veja sistema z več kot polovico povprečnega pretoka vode in je večji za približno 250 kilometrov v dolžino. Pretok Gangesa je 2634 m³/s. Dodaten pritok je potem Čambal, ki predstavlja dvakratnih pretoka vode na sotočju z Džamuno. Sedanji odlivi bi bili, brez ekstenzivnih izpeljav za namakanje, višji, a zaradi relativnih uteži različnih rek, z redkimi izjemami, ne nujno.
Mreža voda ima, glede na del pokrajine po kateri teče, različne značilnosti:
- v Gangesovi kotlini dominirajo približno vzporedni tokovi, ki tvorijo veliko naplavinsko pahljačo iz Himalaje.
- V Himalaji je drenažni sistemi drevesaste oblike in se pojavlja skozi dve značilni liniji koncentracij: glavni greben Himalaje predstavlja samo lokalno porečje; mnogi severnejši vodotoki se zbirajo v razmikih linije najvišjih vrhov, nato pa v nadaljevanju vzamejo prilive iz deževnih južnih pobočjih in se spet zberejo v predgorju Sivaliks, kjer se prebijejo v nižavje.
- Južno od Gangesovega nižavja je mreža vodotokov manj gosta in pogosto prekinjena z linijo Dekanske planote.

### Nekateri podatki
Zaradi malo edinstvenega sistema v območju delte, se podatki o vodi razlikujejo glede na podatke o oskrbi z vodo, dolžini in prispevnem območju.
Značilne vrednosti vodostaja na postaji Faraka so bodisi sprejete, saj zagotavljajo izvzem zlorabe Bhagirathi kanala, kje je najvišja vrednost (glede na referenčno obdobje med 11.000 do 17.000 m³/s) ali vrednost postaje na Hardinge mostu tik pred sotočjem glavnega toka Padma z Džamuno v Bangladešu (10.800 m³/s do 15.000 m³/s). Vendar pa odtok niha med sezonskimi skrajnostmi.
Podatek o dolžini se redko uporablja samo za odsek z imenom Ganges. Večinoma je vključen daljši glavni tok. Pod prvo delitev na območju delte, se podatki nanašajo bodisi na Ganges do sotočja z Džamuno (okoli 2420 km) ali pa se nanašajo na skupno dolžino do morja. Včasih pa se izmeri tudi vzdolž Bhagirathi / Holgly, še posebej, ker je to edini indijski del toka (cca 2620 km).
Za velikost porečja se običajno navaja podatek 935.000 km² (Faraka) ali 975.000 km² (do sotočja z Džamuno). Vključno z območjem delte Holgly znaša okoli 1.080.000 km².

### Pritoki
Poleg najpomembnejšega pritoka Jamune so pritoki z vodo bogati na Gangesovi levi. Izvirajo predvsem v Himalaji in blažijo pomanjkanje kisika in koncentracije onesnaževalcev v glavnem toku. Po drugi strani pa je na njihovih obalah največja nevarnost poplav v regiji Ganges.
| Ime          | Pritok iz | Odtok (MQ) [m³/s] | Dolžina [km] | Vodozbirno območje [km²] | Višina pri izviru [m nmv] | Višina ob izlivu [m nmv] | Kraj pri izlivu |
| ------------ | --------- | ----------------- | ------------ | ------------------------ | ------------------------- | ------------------------ | --------------- |
| Izvirna reka |           |                   |              |                          |                           |                          |                 |
| Alaknanda    | levo      | 440               | 240          | 12587                    | 4350                      | 460                      | Devprayag       |
| Bhagirathi   | desno     | 260               | 254          | 7820                     | 4120                      | 460                      | Devprayag       |
| Pritok       |           |                   |              |                          |                           |                          |                 |
| Ramganga     | levo      | 490               | 596          | 32493                    | 3110                      | 130                      | Ibrahimpur      |
| Jamuna       | desno     | 2940              | 1376         | 366223                   | 6387                      | 74                       | Sahon           |
| Ghaghara     | levo      | 2980              | 1080         | 127950                   | 4800                      | 48                       | Čapra           |
| Son          | desno     | 900               | 784          | 71259                    | 600                       | 46                       | Dinapur         |
| Gandaki      | levo      | 1640              | 630          | 46300                    | 7620                      | 44                       | Sonepur         |
| Koši         | levo      | 2160              | 835          | 95156                    | 7000                      | 34                       | Kursela         |

Naravna hidrografska mreža se je močno spremenila z gosto mrežo umetnih vodotokov. Ganges in Jamuna sta zato izgubili veliko svojega obsega z namakalnimi kanali; na primer, kanal Ganges 295 m³/s in kanal Jamuna 218 m³/s.

## Hidrologija
Na režim pretoka Gangesa močno vplivajo sezone in vpliv padavin jugozahodnega monsuna. 84% od količine padavin pade od junija do septembra. Kljub zmanjšanemu vplivu ledeniške vode iz Himalaje, je na jezu Faraka povprečno razmerje med najnižjim mesečnim odtokom večinoma več kot 1 : 21.
Srednje vrednosti mesečnega pretoka (v m³/s) za hidrološko postajo Faraka (višina: 19 m, povodje: 833,000 km², temelji na vrednostih med 1949 do 1973).:

## Nastanek Gangesovega porečja
Indijska podcelina leži na vrhu Indijske tektonske plošče, manjše plošče znotraj Indo-avstralske plošče. Njeni opredeljujoči geološki procesi so se začeli pred 75 milijoni let, ko je kot del južne superceline Gondvane začelo premikanje proti severovzhodu – trajalo je 50 milijonov let – čez takrat še neoblikovan Indijski ocean. Kasnejši trk podceline z Evrazijsko ploščo in subdukcija pod njo je povzročila nastanek Himalaje, najvišje gorske verige planeta. Na nekdanjem morskem dnu neposredno južno od nastajajoče Himalaje je premikanje plošč ustvarilo obsežno korito, ki se je postopoma napolnilo z usedlinami, ki so jih nosili Ind in njegovi pritoki ter Ganges in njegovi pritoki,  zdaj tvori Severnoindijsko nižavje..
V dolinah v povirju je prevladovala močna rečna erozija zaradi močnega dvigovanja Himalaje, zato so se ustvarile ozki doline z nestabilnimi pobočji, v nekaterih delih celo soteske. Zgornji izviri tokov tečejo v koritaste doline, ki so jih zapustili ledena doba|ledenodobni]] ledeniki. Po prehodu skozi zadnjo sotesko, skozi rob verige mladih sedimentnih kamnin, reka stalno spreminja trenutna korita in prenaša obsežne količine peska in gramoza s površin. V nadaljnjem poteku vedno bolj prevladujejo bolj drobnozrnate, kmetijsko bolj uporabne usedline. Na visokih, stabilnih sedimentnih nanosih so zrasla mesta.
V ravninskem dnu nižavja lahko pride tudi do pomembnih tektonskih premikov. Do konca 12. stoletja je bil Bhagirathi glavni krak Gangesa, a je tekel deloma drugače od današnjega. Potem je bila pomemben krak Padma; od 16. stoletja je bila približno enaka, od 18. stoletja je glavni tok. Ti premiki v smeri, kot tudi nekoliko kasneje selitev Brahmaputre na zahod, tako da je z današnjim Džamunom za Padmo, je mogoče pojasniti s tektonskim dviganjem v zahodnem delu delte Gangesa in stare Brahmaputre, zlasti po potresu leta 1782 in katastrofalnih poplavah leta 1787, ko reka Tistā (pritok Brahmaputre) preusmerila svojo pot stran od Gangesa in se na novo preusmerila v Džamun. To so samo mlajše spremembe dela Gangesa, večji bo elektroenergetski sistem, prej neodvisne reke.
Severnoindijsko nižavje, tudi Indo-Gangeško nižavje, je geološko znana kot predglobina ali predzemeljska kotlina (angl. Foreland basin).

## Rastlinstvo, živalstvo in ekologija
Človekov razvoj, predvsem kmetijstvo, je zamenjalo skoraj vso prvotno naravno vegetacijo Gangesovega porečja. Več kot 95 % zgornjega dela nižavja je razgrajeno ali pretvorjeno v kmetijske površine ali urbana območja. Samo en velik kos relativno neokrnjenega habitata ostaja vzdolž himalajskega vznožja vključujejo Narodni park Radžadži, Narodni park Jima Corbetta in Narodni park Dudhva. Še pred kratkim v 16. in 17. stoletju je zgornja planota vzdrževala impresivne populacije divjih azijskih slonov (Elephas maximus), tigrov (Panthera tigris),indijskih nosorogov (Rhinoceros unicornis), jakov (Bos gaurus), močvirskih jelenov (Rucervus duvaucelii), usnatih medvedov (Melursus Ursinus) in indijskih levov. V 21. stoletju obstaja le nekaj velikih divjih živali, predvsem srnjad, merjasci, divja mačka in majhno število volkov, šakalov in lisic. Bengalski tigri, krokodili in močvirski jeleni živijo le na območju Sundarbans v delti Gangesa. Sundarbandsovo ekoregionalno sladkovodno močvirje pa je skoraj uničeno. Ogroženi sesalci v zgornjem delu planote so tigri, sloni, usnati medved in štiriroge antilope (Tetracerus quadricornis).
Ribe živijo v vseh večjih rekah Gangesovega nižavja in so pomemben vir hrane za mnoge ljudi. Na bengalskem področju so pogoste ribe iz družine Notopteridae, Pravi krapovci (Cyprinidae), hodeči som (Clarias batrachus), guramiji (Anabantidae) in mlečnica (Chanos Chanos). Kritično ogrožen je gangesov pes (Glyphis gangeticus), najden je tudi v rekah in drugih krajih Indijske podceline.
V porečju živijo mnoge vrste ptic, kot so mina (družina Sturnidae), papige, vrane, ujede, jerebice in kokoši. Race in sloke se selijo čez Himalajo v zimskem času, kjer jih pritegnejo v velikem številu  močvirnata območja. Ni endemičnih ptic v zgornjem delu nižavja. Velika indijska droplja (Ardeotis nigriceps) in mala droplja (Sypheotides indicus) veljajo za globalno ogrožene.
Naravna gozdna meja zgornjega nižavja je tako temeljito odpravljena, da je težko določiti naravno vrsto vegetacije. Obstaja nekaj majhnih zaplat gozda levo in kažejo, da je velik del zgornjih ravnic prekrival tropski vlažni listnat gozd s Shorea robusta kot najbolj razširjeno vrsto.
V reki Ganges živita močvirski krokodil (Crocodylus palustris) in gavial (Gavialis gangeticus). Najbolj slavna favna je gangeški delfin (Platanista gangetica gangetica) in je bil nedavno razglašen za indijsko nacionalno vodno žival.
Podobna situacija je v spodnjem delu nižavja, ki vključuje spodnji tok Brahmaputre. Več je odprtih gozdov, kjer prevladujejo Bombax Ceiba v povezavi z Albizzia procera, Duabanga grandiflora in Sterculia vilosa. Obstaja zgodnje gozdne združbe Shorea robusta, ki bi sčasoma postale prevladujoče, če bi bil gozdu omogočen razvoj. V večini krajev gozdovi ne dosežejo pogojev razvoja zaradi človeških vplivov. Gozdovi v spodnjem delu nižavja so bili, kljub tisoče let poseljevanja, večinoma nespremenjen vse do začetka 20. stoletja. Danes je le okoli 3 % ekoregije še pod naravnim gozdom in samo en velik kos, južno od Varanasija, ostaja. Obstaja več kot štirideset zavarovanih območij, vendar je več kot polovica od teh manjša kot 100 kvadratnih kilometrov. Favna v spodnjem delu nižavja je podobna zgornjemu delu, z dodatkom številnih drugih vrst, kot so vidre (Lutrogale perspicillata) in velika indijska cibetovka (Viverra zibetha).

## Verski pomen
Za večino indijskih religij je Ganga, kot Indijci rečejo Gangesu ali njegovi personifikaciji kot boginji, sveta. Kopanje v njej očisti grehov in obljublja odvezo. Mnogi hindujci želijo umreti čim bliže Gangesu - po možnosti v Varanasiju - saj vedo, da bodo njihov pepel stresli v reko.
- Boginja Ganga stoji na svoji gori makara, s kumbha, polnim loncem vode v roki, medtem ko spremljevalec drži senčnik nad njo. Terakota, Ahičatra, Utar Pradeš, obdobje Gupta, 5. st., sedaj v National Museum, New Delhi
- Boginja Ganga (desno) v pozi tribhanga s spremstvom. Pratihara, 10. st., sedaj v National Museum, New Delhi

## Gospodarski pomen
Severnoindijsko nižavje z rodovitno zemljo, je ključnega pomena za kmetijsko gospodarstvo v Indiji in Bangladešu. Ganges in njegovi pritoki zagotavljajo trajni vir namakanja na velikem območju. Véliko poljščin, pridelanih na področju obsega riž, sladkorni trs, lečo, oljnice, krompir in pšenico. Ob bregovih reke, prisotnost močvirij in jezer, zagotavlja bogato rastišče za poljščine, kot so stročnice, čili, gorčico, sezam, sladkorni trs in jutovec Corchorus. Obstajajo tudi številne ribolovne možnosti v mnogih rekah, čeprav so zelo onesnažene. Tudi večja industrijska mesta kot sta Unao in Kanpur, ki so na bregovih reke, in kjer prevladuje industrija strojenja, prispevajo k onesnaženju.
Ganges je delno plovna reka, vendar nima posebnega pomena v prometu. Največja mesta ob Gangesu so Kanpur, Varanasi, Patna, Kalkuta in Khulna.
Velika mesta vzdolž reke Ganges izkoriščajo do 70 odstotkov reke za pitno vodo.
Turizem je druga z reko povezana dejavnost. Tri sveta mesta v hinduizem - Haridvar, Prajag (Alahabad) in Varanasi - privabljajo na tisoče romarjev, da se v njenih vodah okopajo, saj verjamejo, da sebe očistijo grehov in pomagajo doseči odrešenje. Brzice reke Ganges so prav tako priljubljene za rafting, privabljajo na stotine avanture željnih v poletnih mesecih. Več mest, kot so Kalkuta in Patna, so razvili sprehajalne pešpoti ob bregovih reke, da bi pritegnili turiste.
Za energetsko izkoriščanje vode so bili zgrajeni nekateri jezovi:
- jez Faraka je bil odprta 21. aprila 1975. Jez je na 42 km dolgem Hogli kanalu. Pretok vode je že dolgo dolgotrajen vir spora z Bangladešem. Indo Bangladeška pogodba o vodah Gangesa je bila podpisana decembra 1996 in obravnava nekaj vprašanj o delitvi vode med Indijo in Bangladešem. [30]
- Jez Tehri je bil zgrajen na reki Bhagirathi, pritoku reke Ganges. Je 1,5 km dolvodno pri Ganeš Prajag, kraju, kjer se Bhilangana izliva v Bhagirathi. Bhagirathi je ime Gangesa po Devprajagu. Gradnja jezu leži v potresnem območju in je sporna.[31] was controversial.[32]
- Pregrada Bansagar je bila zgrajena na reki Son, pritoku reke Ganges, tako za namakanje in hidroelektrarno.[33]

### Rudarstvo
Nezakonito rudarjenje v strugi reke Ganges zaradi kamnov in peska za gradbena dela je že dolgo problem v okrožju Haridvar v Utarakhandu, kjer se prvič dotakne nižavja. To je kljub dejstvu, da je bilo kamnolomstvo prepovedano v območju Kumbh Mela, ki zajema 140 km² površine v Haridvarju.

## Onesnaženost
Onesnaženje reke je ogromna: dnevno več kot 5,0 milijonov kubičnih metrov onesnažene vode, ki vsebuje toksine, steče v Ganges, samo v Kalkuti 320 milijonov litrov v Hugli. Vsebnost E. coli je 2000-krat višja kot v Indiji, voda vsebuje visoke koncentracije cianida, arzena, svinca, cinka, kroma in živega srebra. Po vodi plavajo številna trupla.
Poleg tega le nekaj čistilnih naprav učinkovito deluje, tako da se tam spet meša prečiščena voda z zelo onesnaženo vodo. Leta 1985 je Indijska vlada začela izvajati akcijski načrt (akcijski načrt Ganga) , ki je imel za cilj boj proti onesnaževanju. Kljub visokim investicijam, načrt velja v veliki meri za spodletel, ne nazadnje tudi zaradi nedelovanja naprav zaradi pomanjkanja potrebnih sredstev.

## V umetnosti in literaturi
- The Ganges. Slika Gange, ki vstopa v nižavje blizu Haridvarja, avtorja Williama Purserja s poetično ilustracijo Letitie Elizabeth Landon v Fisher's Drawing Room Scrap Book, 1838[35]
- Colgong on the Ganges. Slika Gangesa blizu Kahalgaona J. M. W. Turnerja s poetično ilustracijo Letitie Elizabeth Landon v Fisher's Drawing Room Scrap Book, 1839.[36]